# Gnathia tuberculosa
Gnathia tuberculosa is een pissebed uit de familie Gnathiidae. De wetenschappelijke naam van de soort is voor het eerst geldig gepubliceerd in 1886 door Beddard.